# Mwenze Kibwanga
Mwenze Kibwanga est un peintre congolais né en 1925 à Kilumba au Congo belge (actuelle république démocratique du Congo) et mort en 1999 à Lubumbashi.

## Biographie
Mwenze Kibwanga est né en 1925 à Kilumba dans la région du Katanga au Congo belge. Pierre-Romain Desfossés, ancien officier breton de la marine française, passionné par l'art africain et fasciné par les talents des artistes locaux, décide de leur ouvrir les portes de son atelier dès 1946 à Élisabethville (aujourd'hui Lubumbashi). Surnommé le Hangar, ce lieu prend ensuite le nom officiel d'Académie d'art populaire indigène. En 1950, Mwenze Kibwanga y est admis. Il y restera pendant quatre ans. Cette académie a permis d'affirmer une peinture influencée par les traditions et la spontanéité des arts primitifs en rupture  avec les canons esthétiques traditionnels occidentaux seuls dominants à l'époque.
En 1954, Pierre-Romain Desfossés meurt. Mwenze Kibwanga est alors accueilli au sein de l'Académie des beaux-arts d'Élisabethville fondée et dirigée depuis 1951 par le peintre et pédagogue belge Laurent Moonens (1911-1991) avec le même souci de préserver l'authenticité de l'art congolais. Accompagné des autres disciples orphelins de Desfossés (Pilipili Mulongoy, Bela Sara, Aroun et Kalela qui sera remplacé par Kaballa) il y forme la Section D (comme Desfossés). Laurent Moonens leur permet ainsi de continuer à pratiquer et à vivre de leur art dans un contexte préservé, ils sont par la suite invités à rejoindre le corps enseignant de l'académie et y deviennent moniteurs pour les débutants début 1957. Mwenze sera le seul de la section D qui restera durablement à l'Académie des beaux-arts (aujourd'hui Institut des beaux-arts de Lubumbashi) ; après 1960, sous la nouvelle direction de Claude Charlier, il y deviendra professeur jusqu'à sa retraite (probablement dans les années 1980). Il y enseignait en tous cas toujours en 1974.

## Œuvre
À l'école de Lubumbashi, des thèmes d'inspiration sont récurrents : scènes de chasse ou de pêche, vie villageoise, faune et flore locales. Ces œuvres avaient en commun de ne pas avoir de fond dans leurs tableaux, des répétitions linéaires ou des hachures représentant les arrière-plans.
Comme chaque artiste de cette école, Mwenze Kibwanga a déployé une esthétique et une technique singulière. La figure humaine est omniprésente dans ces scènes de la vie quotidienne : chasse, travail, danse. Mwenze Kibwanga ne recherche pas les effets de perspective ou le respect des normes académiques : il peint dans un esprit essentiellement décoratif.
S'il peint avec le pouce jusqu'en 1952, son style est ensuite caractérisé par une technique découlant du divisionnisme, à base de hachures faites de traits épais au pinceau, alternant des tonalités chaudes et froides (ocres et beiges, bruns et noirs, verts et noirs). Sa technique est faite de petites barres adoptant la forme des objets. Ces zébrures font écho aux torsions du métier de tisserand qu'exerçait son père et confèrent à l'œuvre l'élasticité du ressort. Cette technique permet simultanément aux figures de se détacher et de se confondre sachant que le décor est peint de la même façon.
Mwenze Kibwanga a exposé dans son pays notamment à Kinshasa, à l'Académie des beaux-arts et au Musée national. À l'étranger, il a participé à la foire de Lausanne en 1974 et à l'exposition des avant-gardistes à Paris en 1975.
Son œuvre est présente dans de grands musées internationaux. Elle fait notamment partie des collections de l'AfricaMuseum de Tervueren et du Museum of Modern Art de New York.